# قداد جونغاري
قداد جونغاري (الاسم العلمي: Phodopus sungorus) هو نوع من الحيوانات يتبع جنس قداد حويصلي الساق من فصيلة الفأرية.